# Bubenská synagoga
Bubenská synagoga, nazývaná též Malá synagoga či templ, je někdejší židovská modlitebna v pražských Holešovicích postavená v novorenesančním slohu roku 1899. Objekt bývalé synagogy se nachází ve dvoře domu v Heřmanově ulici č. 719/25.

## Historie
Původní projekt ve dvoře činžovního domu v Heřmanově ulici v Holešovicích počítal s výškou přes 11 metrů, s čímž však nesouhlasil stavební odbor městského magistrátu. Ten povolil maximální výšku 7 metrů, avšak majiteli pozemku Eduardu Fantovi se podařilo přesvědčit úředníky, že židovská modlitebna musí mít ženskou galerii, a objekt navýšit o 30 cm s plochou střechou.
Nová modlitebna v novorenesančním stylu o rozměrech 11 x 13 m byla dokončena 31. května 1899 a dne 3. září 1899 byl dán souhlas s užíváním objektu pro účely “israelské modlitebny”. Proto židovský Nový rok (5. září) 5661 již mohl být slaven v novém templu. Eduard Fanta zemřel krátce po dokončení stavby 20. října 1899. Byl pochován na Novém židovském hřbitově na Olšanech.
V době první republiky byl pak objekt izraelitskému spolku zřejmě jen pronajímán. Roku 1926 se změnil majitel domu a vznikl „plán na zřízení bytů ve staré israelské modlitebně“ (nebyl realizován).
Po roce 1930 se v Praze 7 hlásilo k židovskému vyznání či národnosti asi 3000 osob. Navíc po vyhlášení norimberských zákonů přicházeli do Prahy další židé z Německa a později další ze zabraného pohraničí. Stále rostoucí počet věřících spolek provizorně řešil pronajímáním dalších prostor a Bubenská synagoga byla využívána až do roku 1941. Jedním z posledních, kteří zde měli bar micva, byl v sobotu 26. dubna 1941 Arno Buxbaum (* 17. dubna 1928), který byl později vězněn v Terezíně a poté v Rize a domů se již nevrátil.